# Pudding corn

El pudding corn (en inglés ‘budín de maíz’), corn pudding, corn mash (‘puré de maíz’) o country pudding (‘budín campero’) es una comida gelatinosa hecha con maíz estofado, agua, algún agente espesante y opcionalmente ingredientes adicionales para dar sabor o textura. Se emplea típicamente como receta básica en comunidades rurales del sureste de los Estados Unidos, especialmente los Apalaches.
Las recetas para este plato generalmente insípido abundan, sirviéndose habitualmente caliente como una sopa.
El pudding corn no debe confundirse con el hasty pudding, que se hace con maíz molido en lugar de con granos enteros.